# Halifax Town AFC
Halifax Town AFC var en engelsk fotbollsklubb i Halifax, grundad 1911. Hemmamatcherna spelades från och med 1921 på The Shay Stadium. Smeknamnet var The Shaymen.
Klubben gick i konkurs 2008, men ersattes redan samma år av en nybildad klubb med det snarlika namnet FC Halifax Town.

## Historia
Klubben grundades den 24 maj 1911 vid ett möte på The Saddle Hotel. Den första säsongen spelade man i Yorkshire Combination, men den följande säsongen bytte man till Midland Football League.
1921 flyttade klubben till The Shay Stadium, som förblev klubbens hemmaarena ända till slutet. Samma år var man med och bildade Football League Third Division North, där man som bäst blev tvåa säsongen 1934/35. När The Football League omorganiserades inför 1958/59 års säsong hamnade Halifax Town i Third Division. 1963 åkte man ur och ned till Fourth Division, men säsongen 1968/69 gick man upp igen efter en andraplats. 1970/71 nådde klubben sin högsta placering i Third Division när man blev trea, men 1976 åkte klubben ned till Fourth Division igen.
I samband med bildandet av FA Premier League säsongen 1992/93 döptes Fourth Division om till Third Division, och samma säsong åkte klubben ur The Football League, där man spelat sedan 1921, och ned till Football Conference. Säsongen 1997/98 vann Halifax Town Football Conference, klubbens första och enda divisionsseger någonsin, och var tillbaka i Third Division. Fyra år senare åkte man dock ur The Football League för andra och sista gången.

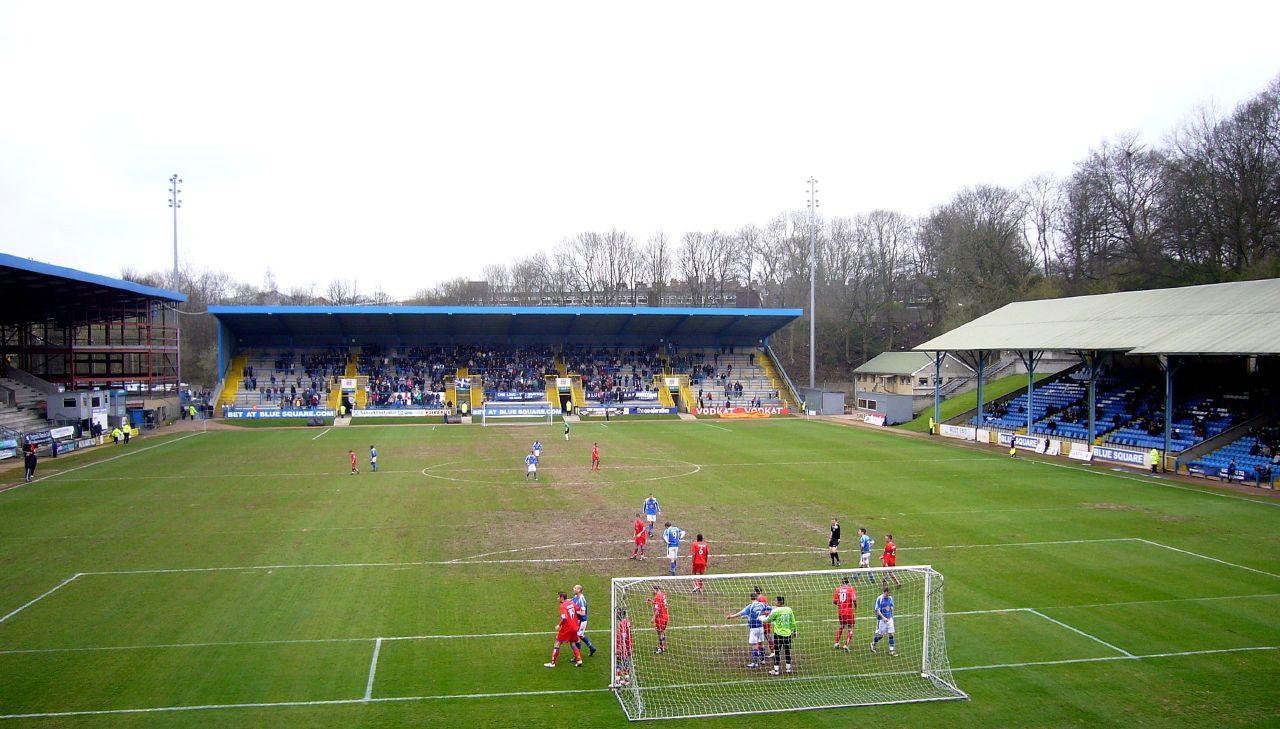
Halifax Town mot Aldershot Town i april 2008.

Säsongen 2005/06 fick man kvala till League Two, men i kvalfinalen föll man mot Hereford United med 2–3. Två säsonger senare fick man tio poängs avdrag på grund av dålig ekonomi, och det var framför allt de stora skatteskulderna som innebar att Halifax Town efter nästan 100 år som fotbollsklubb gick i likvidation. I maj 2008 var klubbens skuld till det brittiska skatteverket HM Revenue and Customs över 800 000 pund och storleken på skatteskulden omöjliggjorde en uppgörelse med övriga fordringsägare; klubbens totala skulder uppgick då till över två miljoner pund.
Sista säsongen 2007/08 slutade klubben på 20:e plats i Conference Premier och skulle ha klarat sig kvar trots poängavdraget. Klubbens konkurs innebar dock att 21:a-placerade Altrincham fick behålla sin plats i Conference Premier.
Redan samma höst spelade en ny klubb under namnet FC Halifax Town på The Shay. Den nya klubben fick dock börja tre divisioner längre ned i ligasystemet, i Northern Premier League Division One North (nivå 8).

## Meriter

### Liga
- Football League Third Division (nivå 3): Trea 1970/71 (högsta ligaplacering)
- Football Conference (nivå 5): Mästare 1997/98

### Cup
- FA-cupen: Femte omgången 1932/33, 1952/53
- Ligacupen: Fjärde omgången 1963/64